# یریزاک
یریزاک (به ارمنی: Երիզակ) یک روستا در ارمنستان است که در استان شیراک واقع شده‌است. یریزاک در  کیلومتری شمال گیومری، مرکز استان شیراک واقع شده است.
این روستا قبل از خروج آذربایجانی ها از ارمنستان پس از شروع درگیری قره باغ، آذربایجانی نشین بود.

## خصوصیات
یریزاک  نفر جمعیت دارد و در ارتفاع متر بالاتر از سطح دریا قرار گرفته است.